# ダイヤモンド富士

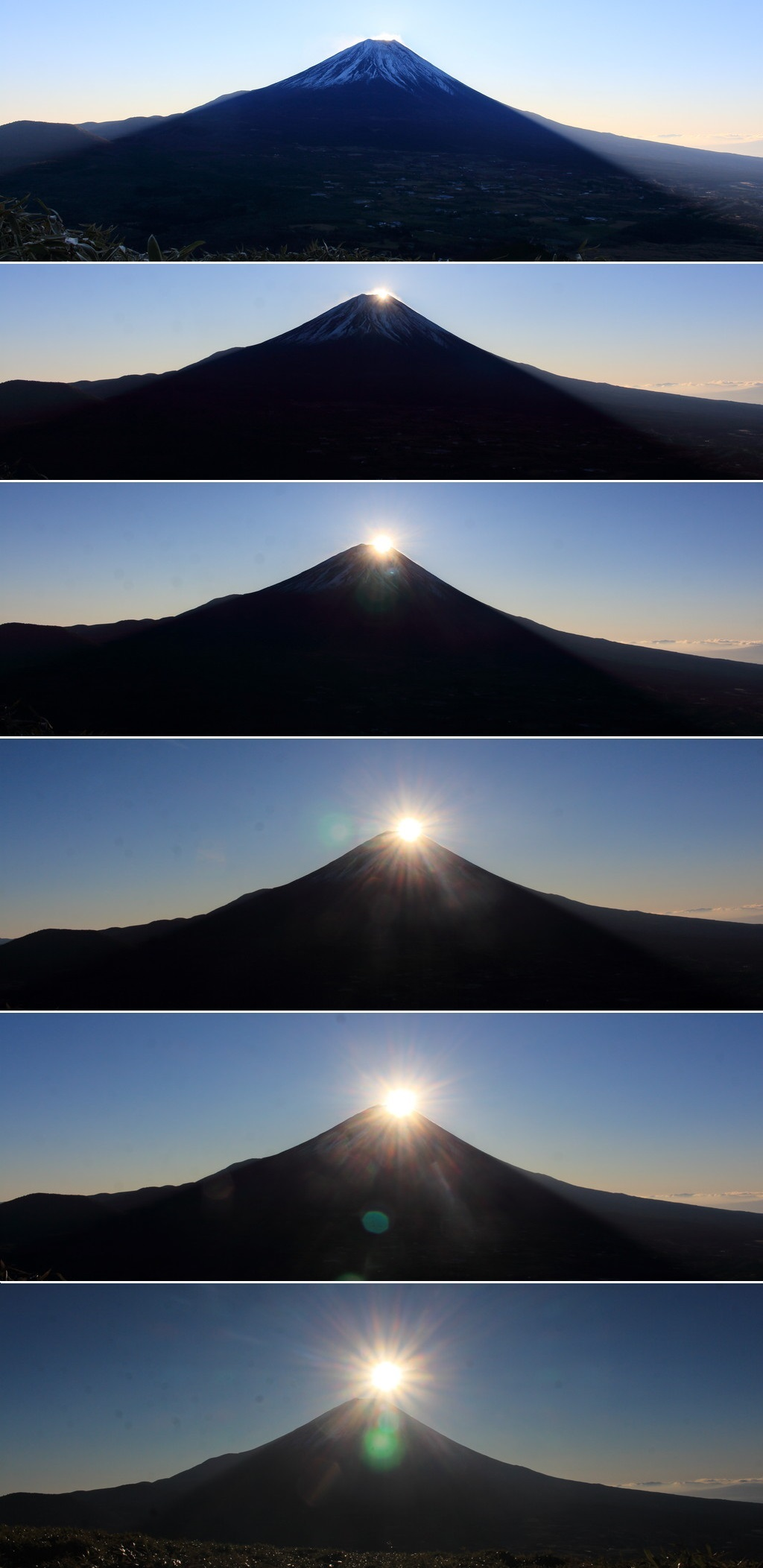
天子山地の竜ヶ岳 (山梨県)から望む日の出時のダイヤモンド富士の時系列画像（2015年12月）

ダイヤモンド富士（ダイヤモンドふじ）は、富士山の山頂部と太陽が重なって生じる光学現象である。月が重なるパール富士とは対にして扱われる。

## 概要
皆既日食の際の「ダイヤモンドリング」になぞらえ、太陽がダイヤモンドのように美しく見えるためこう呼ばれている。
いつどこでも見られるわけでなく、富士山頂から西側の南北35度以内の範囲では日の出の時（昇るダイヤモンド）、東側の南北35度以内の範囲では日没時（沈むダイヤモンド）に年2回、気象などの条件がそろった時にだけ見られる光景である。陸上でこの光景が見られる北限は、富士山から北東に約191キロ離れた茨城県鉾田市の海岸付近である。
山梨県山中湖や静岡県田貫湖では、ダイヤモンド富士が見られる時期には多くのカメラマンがその光景を撮影している。東京都心から近く数多くの登山者が訪れる高尾山でも、冬至前後の数日間、美しいダイヤモンド富士を見ることができる。
なお、湖面などにダイヤモンド富士が映って二つ見える場合は「ダブルダイヤ」と呼ばれている。

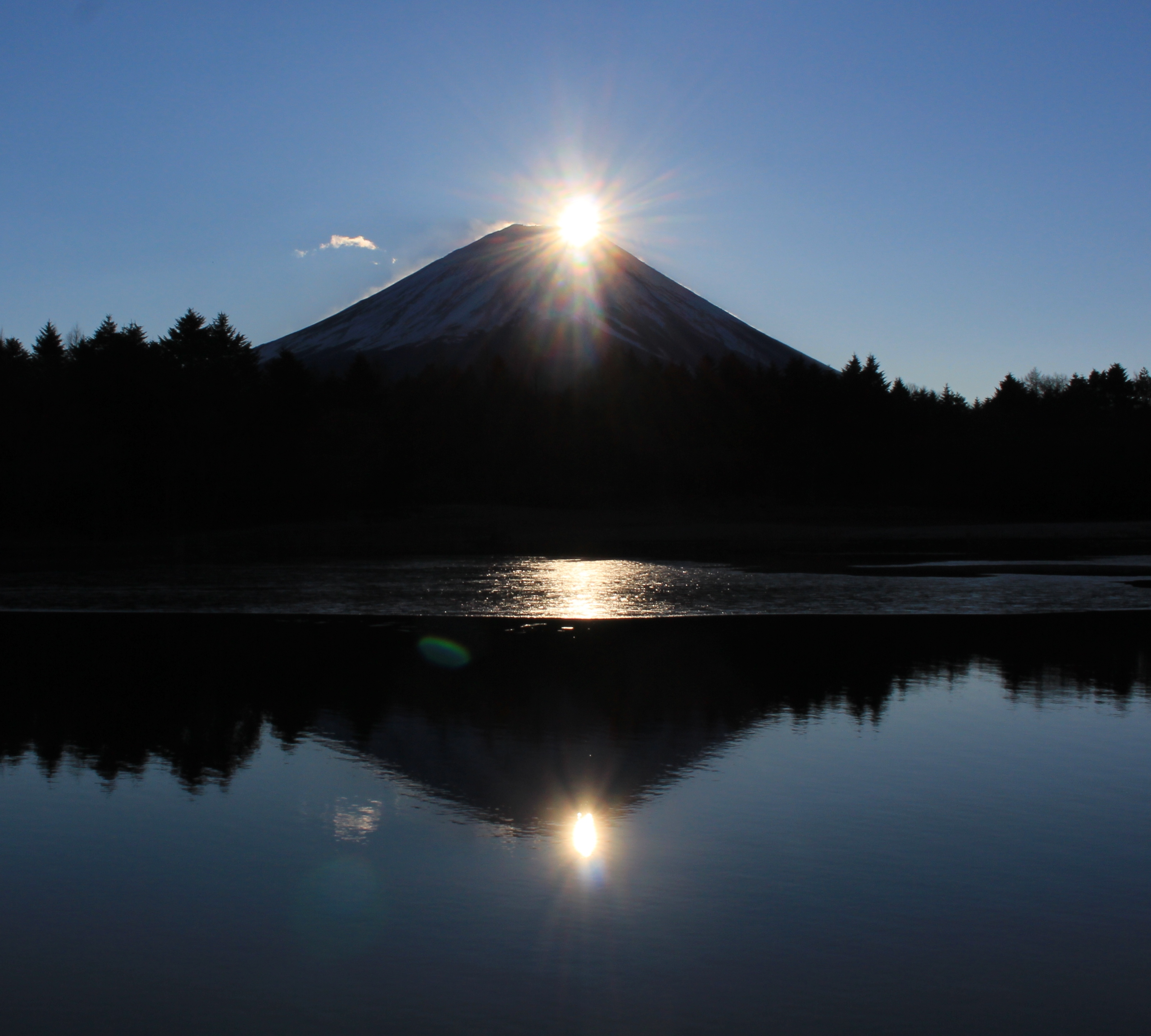
河口湖から見た「ダブルダイヤ」（2014年12月13日）

## その他
「リヒトホーフェン日本滞在記」41頁に「太陽が富士山の火口へ沈むのを見たとき、私は最近これほど美しく同時に独特な印象を受けたことがなかった。」という記載がある。
2006年の映画『シュガー&スパイス 風味絶佳』では、ダイヤモンド富士を見ると願いが叶うと紹介されている。